# 長谷川歩美
長谷川 歩美（はせがわ あゆみ、4月24日 - ）は、日本の女性声優。埼玉県出身。旧名は長谷川 歩（読み同じ）

## 人物
アミューズメントメディア総合学院声優学科卒業。
スペルバウンドに所属していたが2015年12月に退所した。
特技はマッサージ。

## 出演作品
※ 太字は、メインキャラクター

### テレビアニメ
2014年
- がんばれ!おでんくん（女の子）
- 猫のダヤン（リーマちゃん）

2015年
- 猫のダヤン 日本へ行く（リーマちゃん）
- ハッピージョージ（上戸ペン）
- バリィさんのいまばり弁講座（ナレーション）

### ゲーム
2014年
- しんぐんデストロ〜イ!（西園寺馨〈二代目〉）

### 実写作品
2016年
- YADONEKO（ナレーション）